# Eun y sus tres chicos
Eun y sus tres chicos (en hangul, 꽃미남 라면가게), conocida también como Flower Boy Ramen Shop, es una serie de televisión surcoreana de comedia romántica emitida en 2011 acerca de diferentes chicos con buena apariencia e individualistas, operan una tienda de ramen con una universitaria animada y la experiencia de los acontecimientos de la vida diaria.
Es protagonizada por Jung Il Woo, Lee Chung Ah, Lee Ki-woo, Park Min Woo y Cho Yoon-woo. Fue trasmitida en su país de origen por la cadena de cable tvN desde el 31 de octubre hasta el 20 de diciembre de 2011, finalizando con una extensión de 16 episodios, emitidos cada miércoles y jueves las 23:00 (KST).

## Sinopsis
Yang Eun Bi (Lee Chung Ah) es una estudiante universitaria con alrededor de 25 años que se prepara para su examen de servicio con el sueño de ser una profesora de secundaria. Accidentalmente se encuentra con Cha Chi Soo (Jung Il Woo), el arrogante heredero del mayor conglomerado de alimentos en Corea del Sur. Chi Soo, vuelve a casa después de un intento fallido de asistir a la escuela en la ciudad de Nueva York, el fascina a las mujeres con su buena apariencia y encanto natural. Eun Bi se siente atraída por él antes de que descubre que él es sólo un estudiante de secundaria y por lo tanto 6 años menor que ella. Sin embargo, su asignación de estudiantes de enseñanza encuentra su trabajo no sólo en la escuela secundaria que posee la familia de Chi Soo, pero la enseñanza de su clase trabajada. 
Después que el padre de Eun Bi (Jung In Gi) fallece, se sorprende al encontrar que dejó como propietario del restaurante de ramen a Choi Kang Hyuk (Lee Ki-woo), en lugar de ella. Pronto se revela que el padre de Eun Bi hizo esto con la esperanza de que Kang Hyuk y Eun Bi se casarían. Ella tras perder su asignación de estudiantes de enseñanza a causa de sus conflictos con Chi Soo, comienza a trabajar en la tienda de ramen, junto con otros estudiantes sin hogar Kim Ba Wool (Park Min Woo) y Woo Hyun Woo (Cho Yoon-woo). Chi Soo quiere trabajar en el restaurante, con el fin de estar más cerca de su obsesión, Eun Bi. 

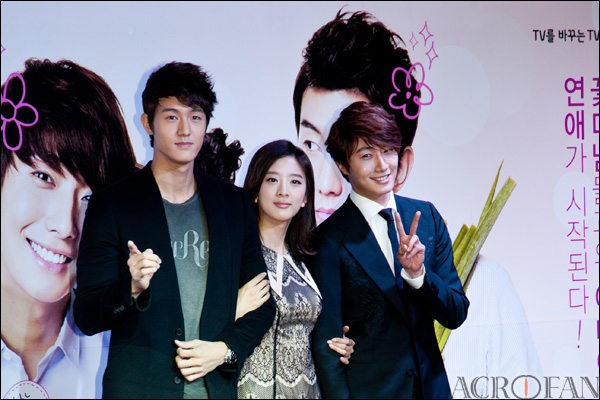
El reparto principal de Eun y sus tres chicos

Kang Hyuk se desarrolla rápidamente sentimientos por Eun Bi, pero ella se encuentra más atraída por el apasionado Chi Soo, quien después de muchos malentendidos, se da cuenta de que su obsesión con Eun Bi es una forma de competencia por el afecto de Eun Bi con Kang Hyuk. Sin embargo, el padre de Chi Soo (Joo Hyun) desaprueba la relación. La madre de Chi Soo (y de Kang Hyuk) también había sido una mujer de clase media, y el padre de Chi Soo creyendo que la diferencia monetaria fue una de las causas de su separación de varios años antes. 
La compañía del padre de Chi Soo tiene la intención de reconstruir el área en la que se encuentra la tienda de ramen, tratando de usar la posible destrucción de la tienda de ramen para mantener a Eun Bi y Chi Soo alejados, haciendo que todos pongan su mayor esfuerzo en la no destrucción de la tienda.

## Reparto

### Principal
- Jung Il Woo como Cha Chi Soo.[4]
- Lee Chung Ah como Yang Eun Bi.[5]
- Lee Ki Woo como Choi Kang Hyuk.
- Park Min Woo como Kim Ba Wool.
- Cho Yoon-woo como Woo Hyun-woo.

### Secundario
- Kim Ye Won como Kang Dong Joo.
- Ho Soo como Yoon So Yi.
- Joo Hyun como Cha Ok Kyun.
- Jung In Gi como Yang Chul Dong.
- Seo Bum Suk como Entrenador Seo.
- Song Jae Rim como Hee Gon.
- Kim Il Woong como Jung Gu.
- Kim Hye-soo.[6]
- Gong Hyo Jin.[7]
- Do Sang-woo como el amigo de Cha Chi-soo.

## Banda sonora
- Yuria - «Happy».
- Francis - «Sun».
- Yoon Sae Ha - «Loving Loving».
- Yuria - «Falling In Love».
- Jung Il Woo - «A Person Like You».
- C-Real - «Just Say It».
- Shayne Orok - «Story».

## Emisión internacional
- Bolivia: Red UNO.[8]
- Ecuador: Teleamazonas (2017)
- Filipinas: TeleAsia y TV5.
- Hong Kong: HKTV.
- Japón: Mnet Japan y TBS.
- Perú: Panamericana Televisión ,Willax (2020).
- Singapur: Channel U.
- Tailandia: Workpoint.
- Taiwán: Videoland Drama